# Montfaucon-d'Argonne
Montfaucon-d'Argonne is een gemeente in het Franse departement Meuse (regio Grand Est) en telt 358 inwoners (2008).
De plaats maakt deel uit van het kanton Clermont-en-Argonne in het arrondissement Verdun. Tot 1 januari 2015 was het de hoofdplaats van het gelijknamige kanton Montfaucon-d'Argonne, dat op die dag werd opgeheven.
Hier bevindt zich het Memorial de Montfaucon. Het Memorial is geplaatst ter nagedachtenis aan de Amerikaanse overwinning van het Meuse-Argonne-offensief gedurende de Eerste Wereldoorlog.

## Geografie
De oppervlakte van Montfaucon-d'Argonne bedraagt 24,5 km², de bevolkingsdichtheid is 12,8 inwoners per km².
Montfaucon is de hoofdplaats van het gelijknamige kanton. De toevoeging d'Argonne verwijst naar de streek de Argonne waar de plaats middenin ligt.
De onderstaande kaart toont de ligging van Montfaucon-d'Argonne met de belangrijkste infrastructuur en aangrenzende gemeenten.

## Demografie
Onderstaande figuur toont het verloop van het inwonertal (bron: INSEE-tellingen).

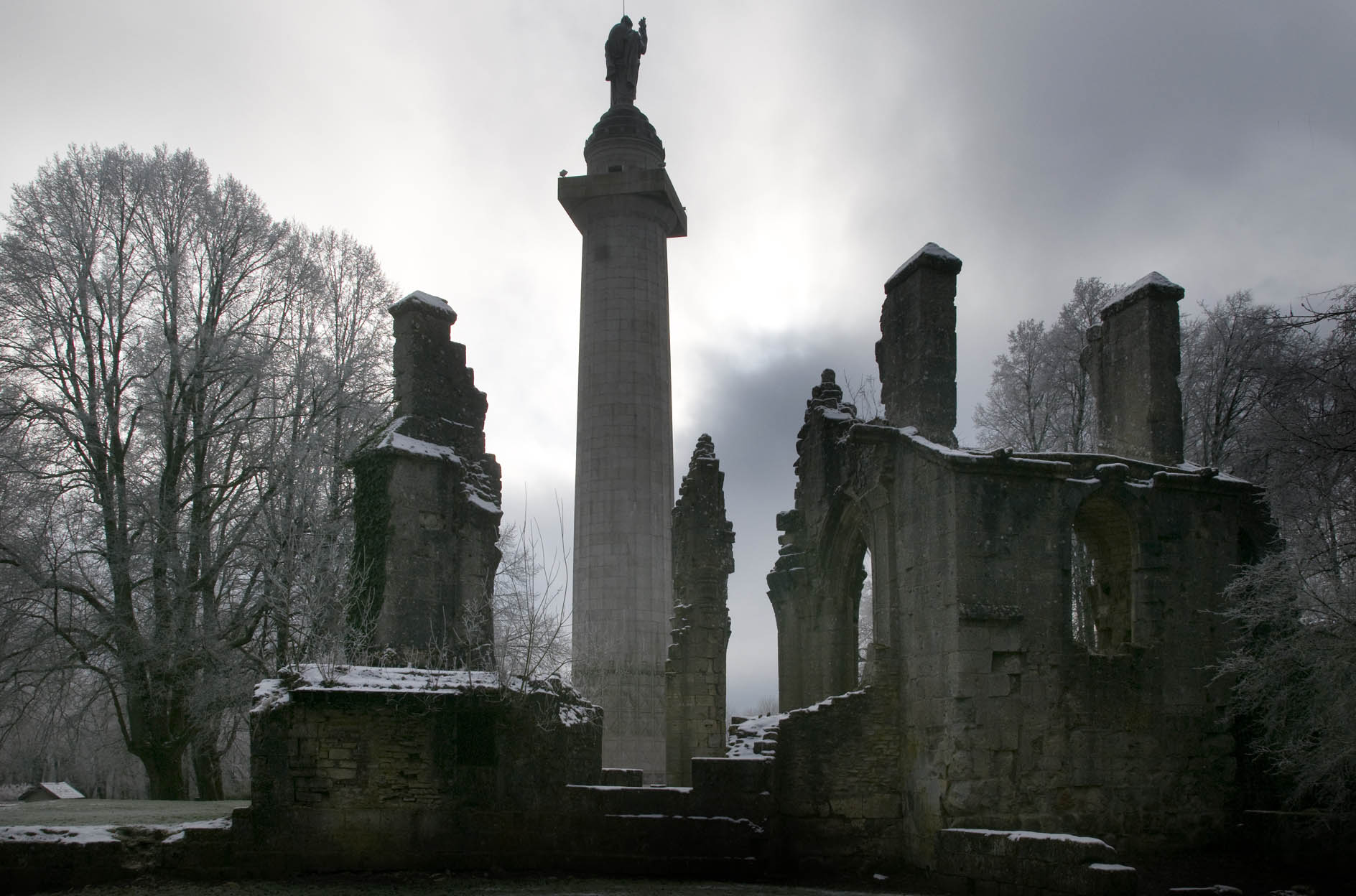
De ruïne van de abdij
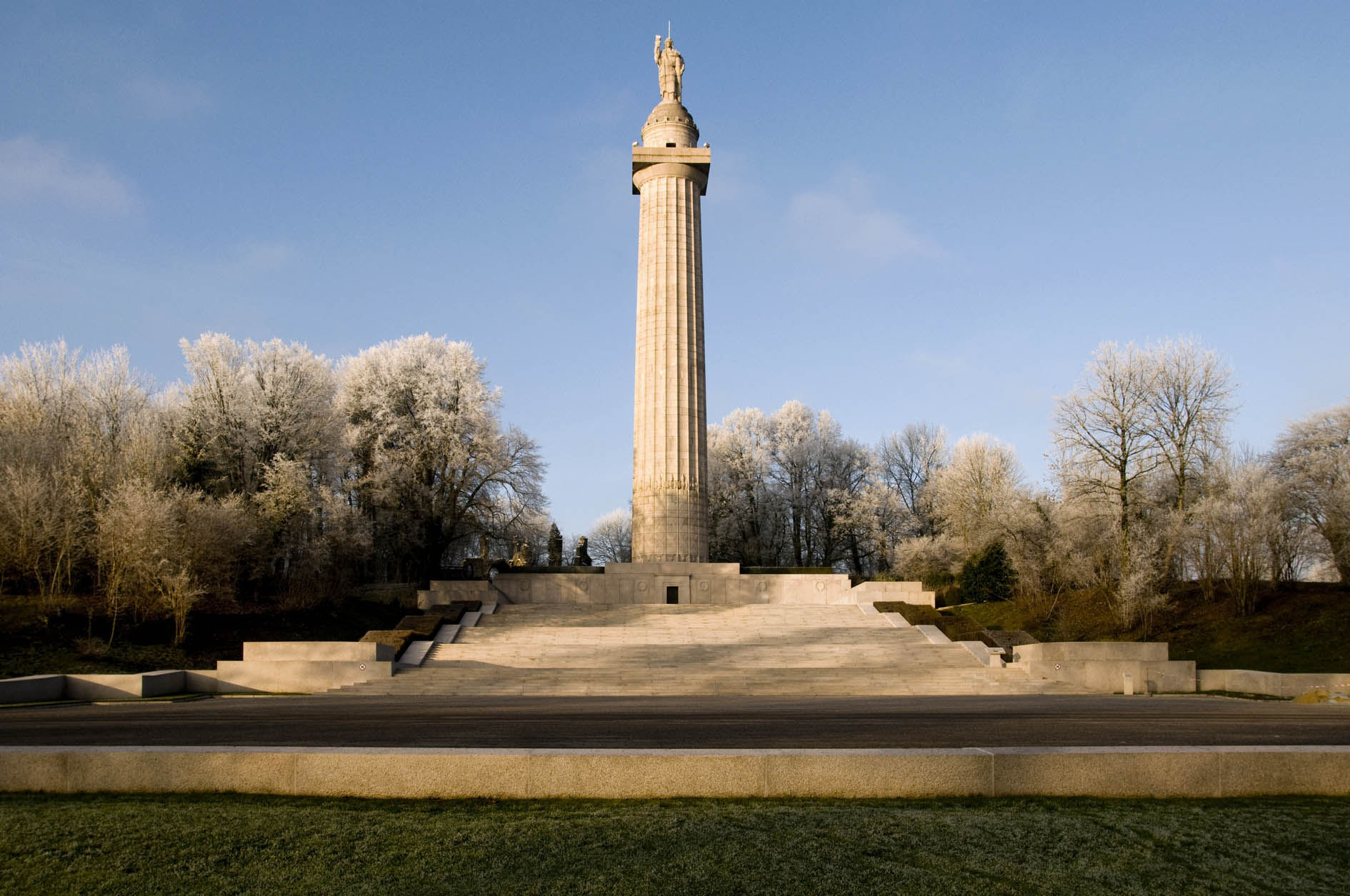
Memorial de Montfaucon
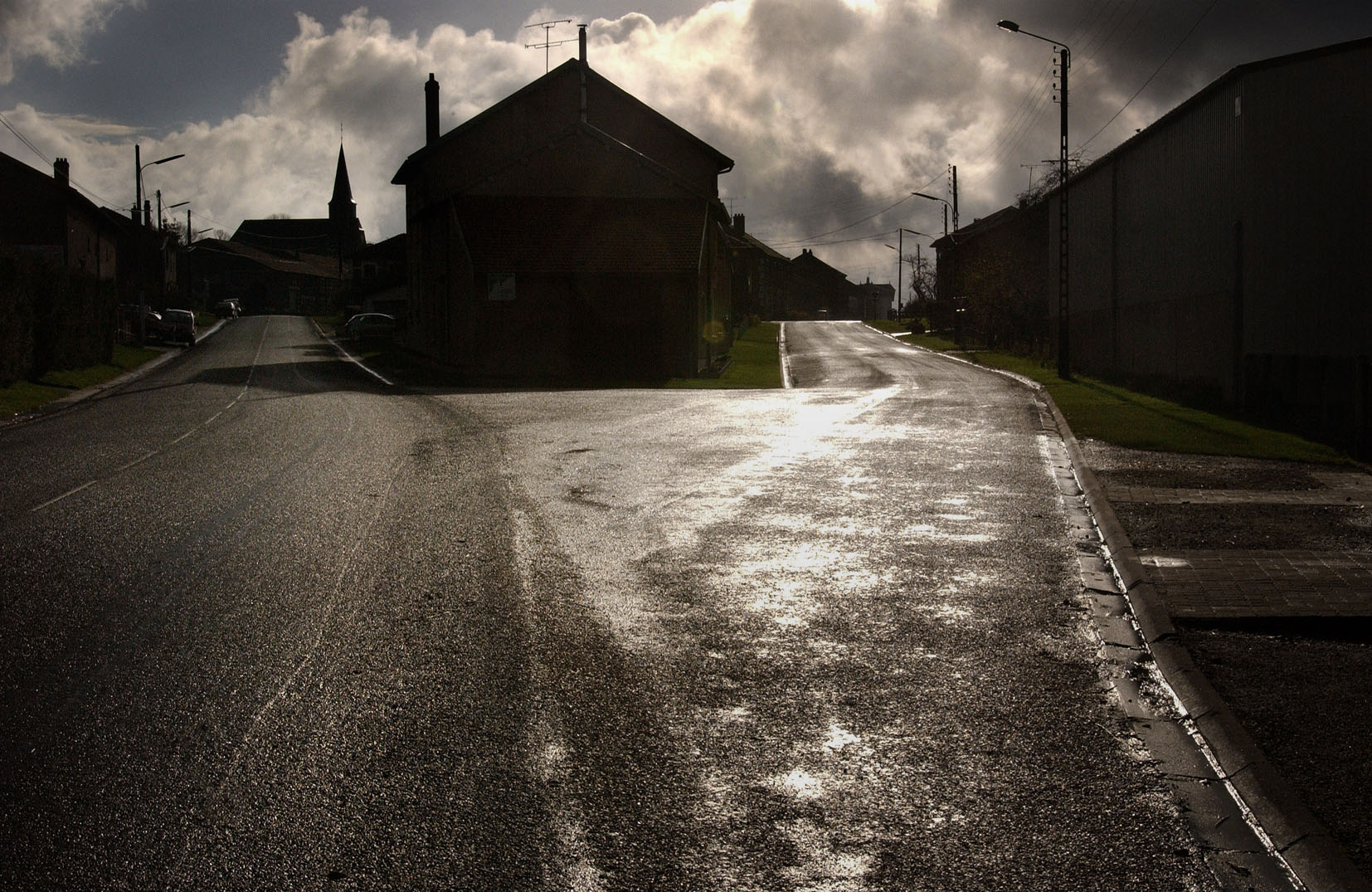
Rue de l'Espagne
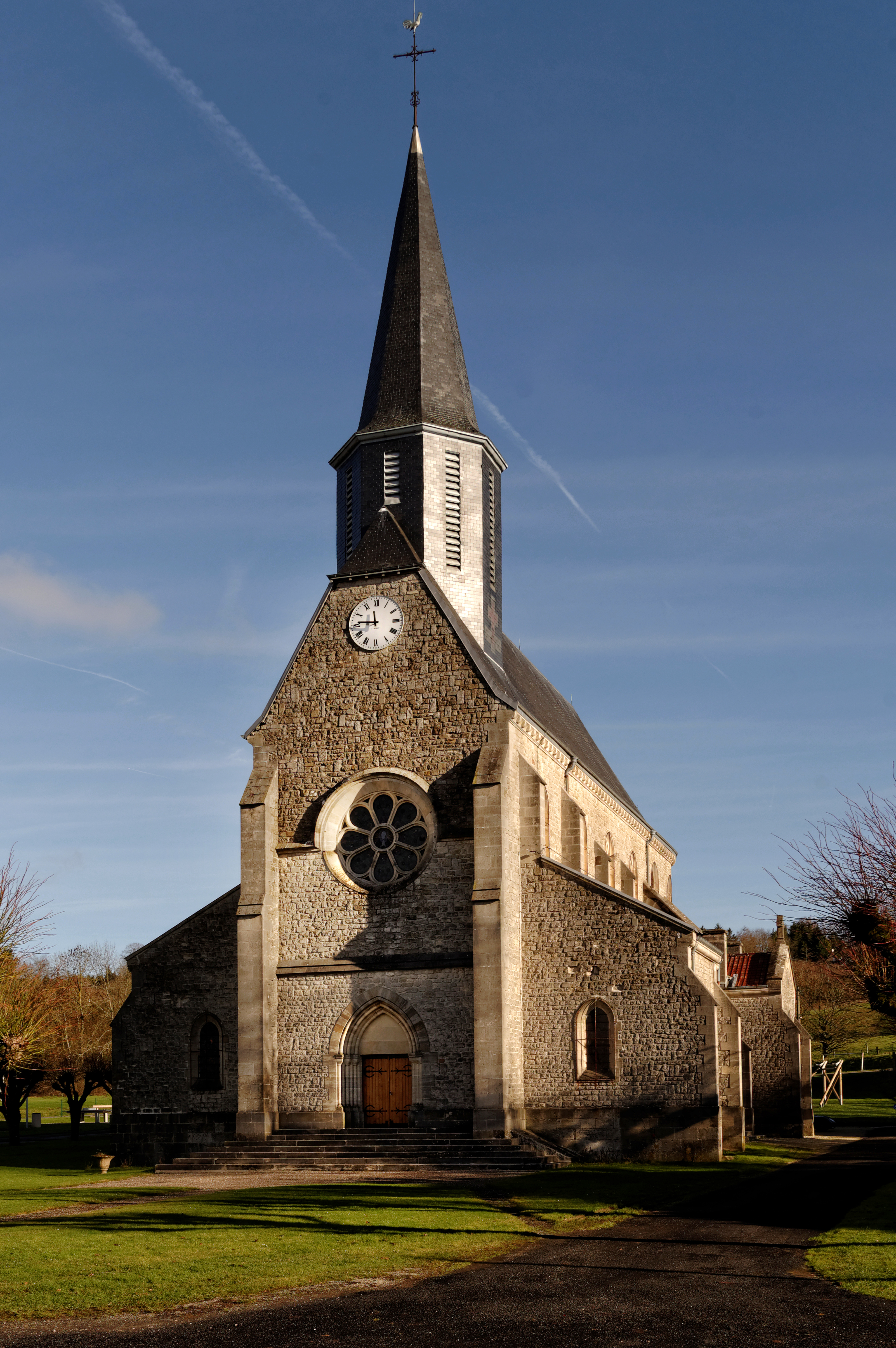
Eglise Saint-Laurent (1930)
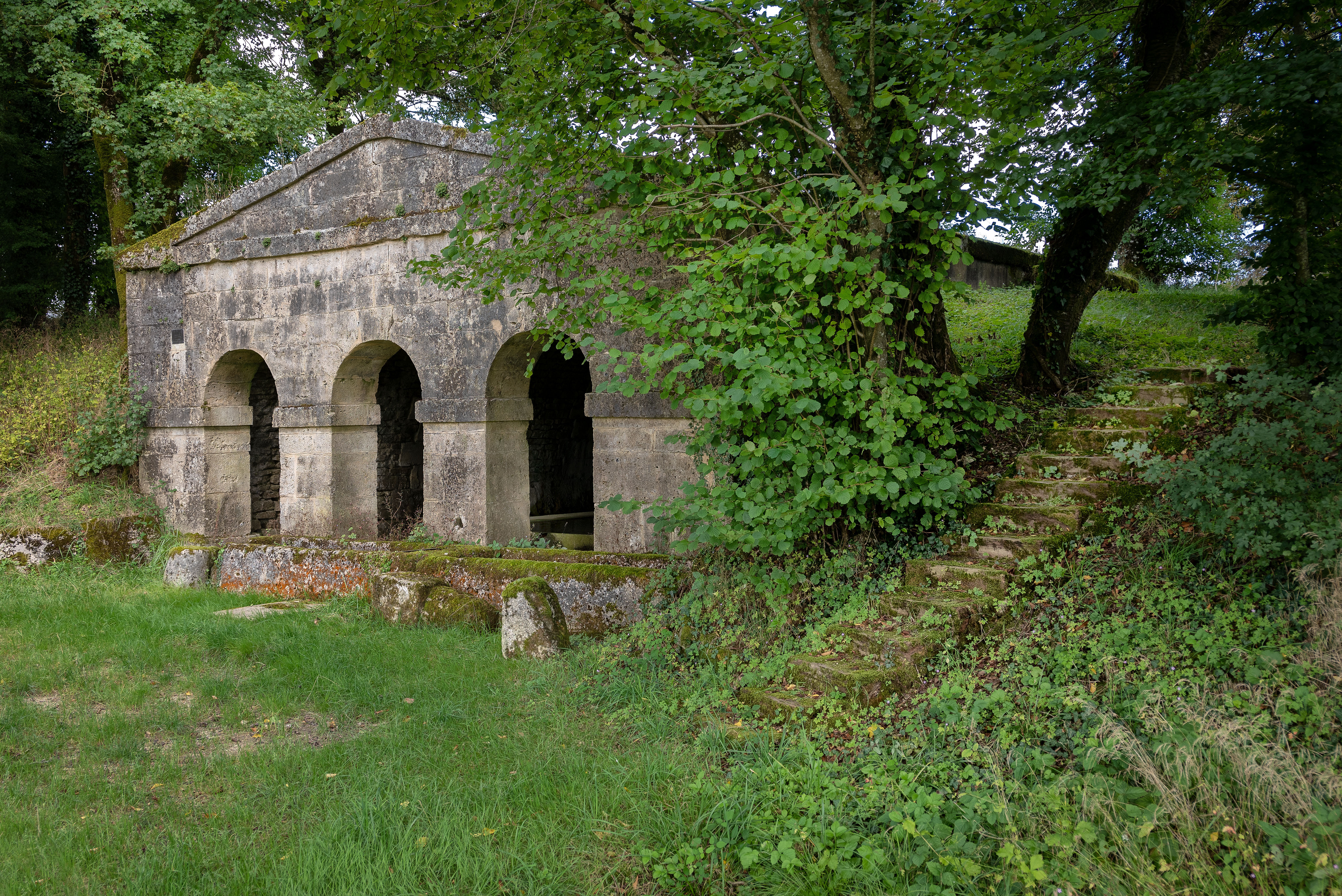
Lavoir de la Grand'Fontaine (19de eeuw), het enige overgebleven bouwwerk van het vooroorlogse Monfaucon.